# ماوگوژاتا گرنیه‌ویچ
ماوگوژاتا گرنیه‌ویچ (لهستانی: Małgorzata Gryniewicz؛ تلفظ لهستانی: [mawɡɔˈʐata]؛ زادهٔ ۵ دسامبر ۱۹۷۶) کارگردان فیلم، بازیگر و سیاستمدار اهل لهستان است.
از فیلم‌ها یا مجموعه‌های تلویزیونی که وی در آن‌ها نقش داشته‌است، می‌توان به سفر بی‌بازگشت (۲۰۰۶) اشاره نمود.